# Supapă (motor)

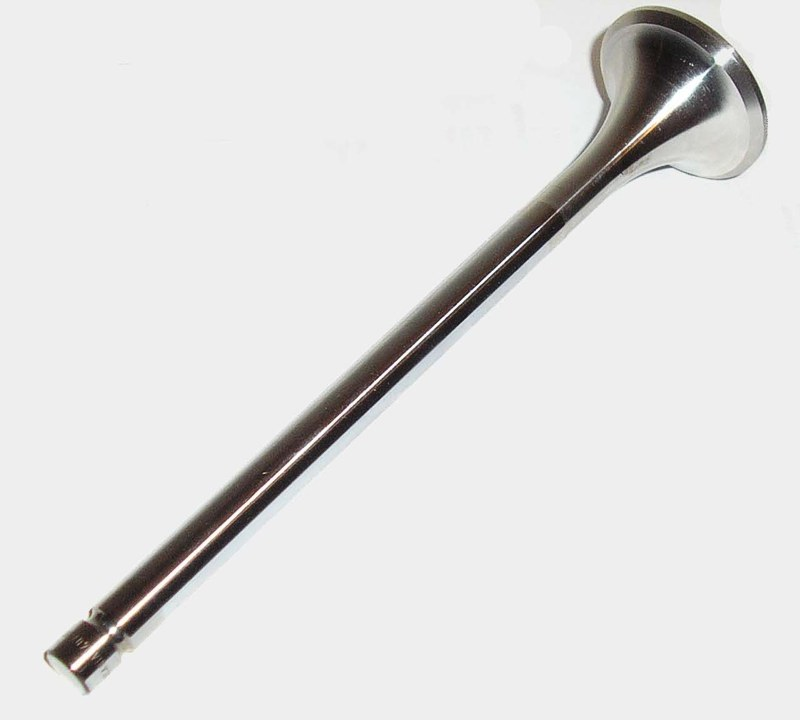
Supapă motor

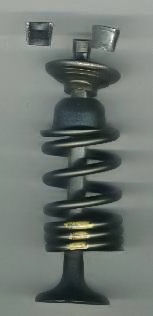
Supapă cu arc, taler şi siguranţele

O supapă este un organ al motorului, care deschide și închide orificiile canalelor gazelor spre sau din cilindrul motorului. Supapele sunt folosite la aproape toate motoarele cu ardere internă în patru timpi cu puține excepții, cum ar fi: motorul cu clapă (obturator). După rolul orificiilor practicate în chiulasă se disting supape de admisie și supape de evacuare.
Deschiderea supapei se face prin apăsarea în partea de sus a tijei acesteia. Închiderea se face prin exercitarea unei  forțe de apăsare a arcului pe supapă, care este transmisă de arc pe talerul pentru fixarea arcului, fixat prin siguranțe pe tija supapei.
Pentru că supapa se deschide spre camera de ardere a motorului, efectul de închidere al acesteia crește cu presiunea combustiei.
Talerul supapei este solicitat de forța de presiune a gazelor și tensiunea arcului, care produc eforturi unitare ridicate. O solicitare mecanică suplimentară, cu caracter de solicitare dinamică, de șoc, produsă de forța arcului și forțele de inerție, apare la aezarea supapei pe scaun (șocul pe fața conică) și la acționarea ei (șoc pe capătul tijei). Din această cauză, suprafețele de reazem și de acționare pretind o duritate superficială sporită. 

## Materiale
Supapa este construită cu mare precizie din oțeluri aliate de înaltă calitate, rezistente la temperaturi ridicate, cât mai ușoare și care trebuie să reziste la forțe cât mai ridicate. De aceea, la motoarele cu turații mari, se folosesc aliaje de oțel dur de calitate, acoperite cu materiale anticorozive: titan, wolfram, crom etc. Pentru motoarele cu solicitări termice mai mari, supapele pot fi executate cu cavitate în tijă (tijă de formă tubulară), umplută de exemplu cu sodiu metalic, care are punctul de topire scăzut, pentru a transporta căldura de la taler la tijă. De asemenea și scaunul supapei este executat din materiale din aliaje dure.

## Procedeu de fabricație
Supapa este formată din tijă și taler, acesta din urmă având rolul de a închide orificiul de admisie sau de evacuare în chiulasă cu partea tronconică a acestuia și la care suprafața de etanșare are unghiuri diferite (30° sau 45°). Această parte tronconică se așază pe scaunul supapei în chiulasă. Talerul supapei are o formă parabolică spre tija supapei pentru a permite gazelor să treacă cu minimă rezistență pe lângă aceasta. Talerul poate fi după felul supapei de mai multe forme spre exteriorul său: cu taler plan, taler concav, taler convex.
Tija supapei are o formă de cilindru lung și subțire și este solidară cu talerul. Aceasta are rolul de ghidare a mișcării supapei, culisând cu frecare ușoară, într-un locaș numit ghidul supapei, realizând astfel mișcarea axială în locașul său.
Talerul supapei de admisie are de obicei un diametru mai mare decât cel al supapei de evacuare, pentru că, în acest fel randamentul combustiei este mai mare.

## Reglaj

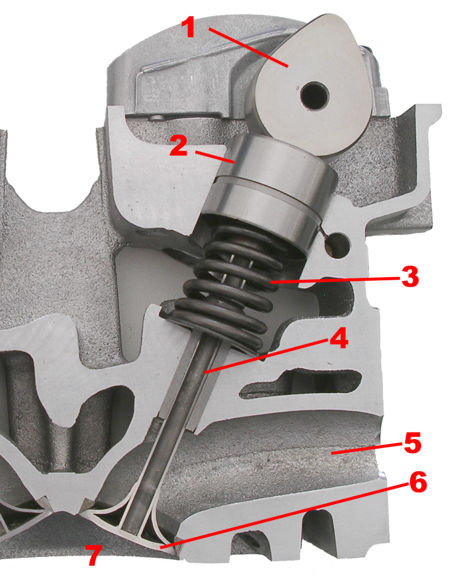
1. arbore cu came
2. tachet hidraulic
3. arcul supapei
4. tija supapei
5. canal de gaze
6. talerul supapei
7. camera de ardere

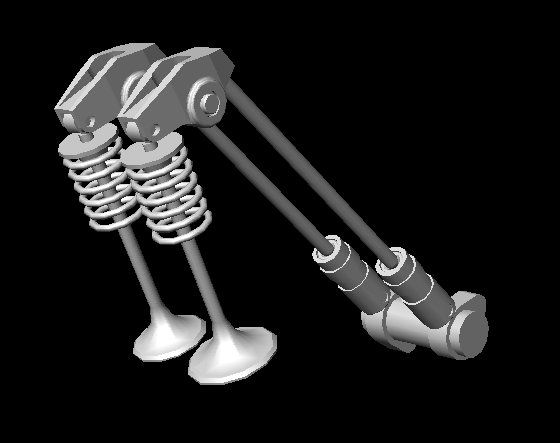
Angrenaj la supape cu culbutori

În timpul funcționării motorului, materialele se încălzesc și se dilată, tija supapei devenind mai lungă. Astfel, este posibil ca supapa să nu mai închidă complet și gazele calde să încălzească permanent supapa. Ne mai închizând complet, talerul nu se mai răcește suficient și prin urmare se produce arderea acestuia.
Pentru a asigura o închidere completă a orificiului supapei, în conformitate cu toate condițiile de funcționare ale motorului, acesteia i se acordă un anumit joc în mecanismul de distribuție al motorului.
Această distanță este redusă la atingerea temperaturii maxime de funcționare a motorului, dar nu trebuie să fie zero. Un prea mare joc, la rândul lui, provoacă pierderi de randament, zgomot puternic și uzura supapei. Din aceste motive, constructorii stabilesc un joc de supapă între câteva sutimi până la câteva zecimi de milimetru, de cele mai multe ori raportate la motorul rece.
Jocul la supape care trebuie să fie între supapă și culbutori, când este acționat de acestea poate să fie cu reglaj mecanic sau hidraulic. Când supapa este acționată direct de axul cu came, jocul se reglează hidraulic. 
- Jocul cu reglaj mecanic, trebuie făcut periodic cu ajutorul unei lere de reglaj.
- Jocurile cu reglaj hidraulic la supape se fac prin intermediul presiunii uleiului de la motor. Aceste jocuri se formează singure și nu mai este nevoie de reglaj, dar acești tacheți hidraulici pot fi uzați, ceea ce duce la un zgomot/țăcănit al motorului.